# Salix coriacea
Salix coriacea är en videväxtart som beskrevs av Johann Christoph Schleicher och Nicolas Charles Seringe. Salix coriacea ingår i släktet viden, och familjen videväxter. Inga underarter finns listade i Catalogue of Life.